# Impero bizantino durante la dinastia trace
L'Impero romano d'Oriente fu governato dalla dinastia leoniana dal 457, anno in cui Leone I detto il Trace divenne imperatore, fino al 518, anno della morte di Anastasio I. La dinastia di Leone regnò durante il declino, il crollo e la caduta dell'Impero Romano d'Occidente. Dopo la caduta dell'Impero occidentale, l'imperatore Zenone non scelse un nuovo collega, ma si dichiarò unico Imperatore romano. 
La dinastia di Leone governò l'Impero romano d'Occidente dal 457 alla sua estinzione nel 518. 

## Leone I e Leone II, 457-474
Dopo la morte di Marciano e con la conseguente fine della casata di Teodosio, Leone I fu posto sul trono dal generale Ardaburio Aspare, comandante dell'esercito romano orientale che godeva di un ruolo simile a quello di Ricimero nell'Impero romano occidentale, a cui era permesso nominare imperatori fantocci. Aspare vedeva in Leone un imperatore facilmente manipolabile, ma questi divenne sempre più indipendente dal generale e dopo che Aspare e il figlio Ardaburio furono assassinati in una rivolta nel 471, l'Impero Orientale fu riportato ad un controllo puramente romano, senza interferenze barbare. 
Al momento dell'incoronazione di Leone, l'Impero Romano d'Occidente si trovava in una situazione critica e sebbene godette di un ripristino del dominio romano nei territori persi da parte dell'imperatore Maggioriano, il dominio occidentale si era ridotto alla Gallia settentrionale, all'Italia e a parti dell'Illiria già nel 460. Leone tentò di riconquistare il nord Africa dai Vandali, ma la campagna militare non ebbe successo e il territorio rimase indipendente dall'impero fino al regno di Giustiniano I agli inizi del 500. 
Leone I fu il primo imperatore ad essere incoronato dal Patriarca di Costantinopoli, che rappresentava la gerarchia ecclesiastica, e non da un militare. Questa forma sarebbe diventata la prassi e la versione religiosa dell'incoronazione avrebbe completamente sostituito quella militare durante tutto il Medioevo. 
Come condizione per un'alleanza con gli isaurici, Leone diede in sposa la figlia Arianna ad Tarasikodissa, che prese poi il nome di Zenone, nel 466. Il figlio di Arianna e Zenone, Leone II, succedette alla morte di Leone I nel 474, ma morì dopo soli 11 mesi. A Leone II succedette il padre Zenone.

## Zenone e Basilisco, 474-491
Il regno di Zenone vide la fine dell'Impero Romano d'Occidente. La datazione della fine è alquanto controversa. A volte è datato al 476 quando il generale romano germanico Odoacre depose l'imperatore fantoccio Romolo Augusto, rifiutando però di sostituirlo con un suo sottoposto. Odoacre accettò però Giulio Nepote, già imperatore d'occidente, come suo sovrano, governando così l'Italia in qualità di viceré. Nepote non tornò in Italia ma continuò a regnare come imperatore d'occidente dalla Dalmazia fino alla sua morte nel 480. 
Dopo la morte di Giulio Nepote, Odoacre accettò come sovrano Zenone e questi non nominò un altro imperatore occidentale, ma abolì il titolo nominando sé stesso come unico imperatore romano, riunendo giuridicamente l'Occidente e l'Oriente per la prima volta in 85 anni. Il titolo imperiale e l'impero non sarebbero mai più stati divisi. 
Con Odoacre sempre più indipendente, Zenone negoziò un'alleanza con gli ostrogoti di Teoderico il Grande, che si erano stabiliti in Mesia. Il re gotico Teodorico fu mandato in Italia con il titolo di magister militum per Italiam ("comandante in capo per l'Italia") per risolvere i problemi generatisi con Odoacre, che venne sconfitto nel 493. Teodorico poté perciò governare l'Italia come unico re e Zenone mantenne una supremazia nominale sui territori occidentali, ora governati da un sovrano amico e non insubordinato. 
Zenone fu deposto brevemente da Basilisco nel 475 per venti mesi, ma riuscì a riottenere il trono esiliando Basilisco e la sua famiglia in Cappadocia. 

## Anastasio I, 491-518
Anastasio I, un anziano ufficiale civile di origine romana, divenne imperatore romano per matrimonio con la vedova di Zenone, Arianna, nel 491. 
Anastasio fu un riformatore e un amministratore competente perfezionando il sistema di conio introdotto da Costantino fissando il peso dei follis, la moneta più comunemente usata in tutto l'Impero. Anastasio abolì anche la tassa sul chrysargyron (Collatio lustralis), odiata a causa della sua raccolta in somme forfettarie ogni quattro anni. Alla morte di Anastasio nel 518, le casse dell'Impero contenevano 145,15 chili d'oro. 
Il successore di Anastasio fu Giustino I, l'imperatore che diede inizio alla dinastia giustiniana. 

## Albero genealogico
|                                                                   |                                                                   |                                                                   |                                                                   |                                                                   |                                                                   |  |  |                                          |                                          |                                          |                                          |                                          |                                          |  |  |                       |                       |                       |                       |                       |                       |  |  |                    |                    |                    |                    |                    |                    |  |  |                                                  |                                                  |                                                  |                                                  |                                                  |                                                  |  |  |         |         |         |         |         |         |  |  | (moglie)                                                           | (moglie)                                                           | (moglie)                                                           | (moglie)                                                           | (moglie)                                                           | (moglie)                                                           |  |  | Marciano Imperatore d'Oriente 450-457 | Marciano Imperatore d'Oriente 450-457 | Marciano Imperatore d'Oriente 450-457 | Marciano Imperatore d'Oriente 450-457 | Marciano Imperatore d'Oriente 450-457 | Marciano Imperatore d'Oriente 450-457 |  |  | Pulcheria DINASTIA TEODOSIANA          | Pulcheria DINASTIA TEODOSIANA          | Pulcheria DINASTIA TEODOSIANA          | Pulcheria DINASTIA TEODOSIANA          | Pulcheria DINASTIA TEODOSIANA          | Pulcheria DINASTIA TEODOSIANA          |  |  |
|                                                                   |                                                                   |                                                                   |                                                                   |                                                                   |                                                                   |  |  |                                          |                                          |                                          |                                          |                                          |                                          |  |  |                       |                       |                       |                       |                       |                       |  |  |                    |                    |                    |                    |                    |                    |  |  |                                                  |                                                  |                                                  |                                                  |                                                  |                                                  |  |  |         |         |         |         |         |         |  |  | (moglie)                                                           | (moglie)                                                           | (moglie)                                                           | (moglie)                                                           | (moglie)                                                           | (moglie)                                                           |  |  | Marciano Imperatore d'Oriente 450-457 | Marciano Imperatore d'Oriente 450-457 | Marciano Imperatore d'Oriente 450-457 | Marciano Imperatore d'Oriente 450-457 | Marciano Imperatore d'Oriente 450-457 | Marciano Imperatore d'Oriente 450-457 |  |  | Pulcheria DINASTIA TEODOSIANA          | Pulcheria DINASTIA TEODOSIANA          | Pulcheria DINASTIA TEODOSIANA          | Pulcheria DINASTIA TEODOSIANA          | Pulcheria DINASTIA TEODOSIANA          | Pulcheria DINASTIA TEODOSIANA          |  |  |
|                                                                   |                                                                   |                                                                   |                                                                   |                                                                   |                                                                   |  |  |                                          |                                          |                                          |                                          |                                          |                                          |  |  |                       |                       |                       |                       |                       |                       |  |  |                    |                    |                    |                    |                    |                    |  |  |                                                  |                                                  |                                                  |                                                  |                                                  |                                                  |  |  |         |         |         |         |         |         |  |  |                                                                    |                                                                    |                                                                    |                                                                    |                                                                    |                                                                    |  |  |                                       |                                       |                                       |                                       |                                       |                                       |  |  |                                        |                                        |                                        |                                        |                                        |                                        |  |  |
|                                                                   |                                                                   |                                                                   |                                                                   |                                                                   |                                                                   |  |  |                                          |                                          |                                          |                                          |                                          |                                          |  |  |                       |                       |                       |                       |                       |                       |  |  |                    |                    |                    |                    |                    |                    |  |  |                                                  |                                                  |                                                  |                                                  |                                                  |                                                  |  |  |         |         |         |         |         |         |  |  |                                                                    |                                                                    |                                                                    |                                                                    |                                                                    |                                                                    |  |  |                                       |                                       |                                       |                                       |                                       |                                       |  |  |                                        |                                        |                                        |                                        |                                        |                                        |  |  |
|                                                                   |                                                                   |                                                                   |                                                                   |                                                                   |                                                                   |  |  |                                          |                                          |                                          |                                          |                                          |                                          |  |  |                       |                       |                       |                       |                       |                       |  |  |                    |                    |                    |                    |                    |                    |  |  | Basilisco Imperatore d'Oriente 475-476           | Basilisco Imperatore d'Oriente 475-476           | Basilisco Imperatore d'Oriente 475-476           | Basilisco Imperatore d'Oriente 475-476           | Basilisco Imperatore d'Oriente 475-476           | Basilisco Imperatore d'Oriente 475-476           |  |  | Verina  | Verina  | Verina  | Verina  | Verina  | Verina  |  |  | Leone I Imperatore d'Oriente 457-474                               | Leone I Imperatore d'Oriente 457-474                               | Leone I Imperatore d'Oriente 457-474                               | Leone I Imperatore d'Oriente 457-474                               | Leone I Imperatore d'Oriente 457-474                               | Leone I Imperatore d'Oriente 457-474                               |  |  | Marcia Eufemia                        | Marcia Eufemia                        | Marcia Eufemia                        | Marcia Eufemia                        | Marcia Eufemia                        | Marcia Eufemia                        |  |  | Antemio Imperatore d'Occidente 467-472 | Antemio Imperatore d'Occidente 467-472 | Antemio Imperatore d'Occidente 467-472 | Antemio Imperatore d'Occidente 467-472 | Antemio Imperatore d'Occidente 467-472 | Antemio Imperatore d'Occidente 467-472 |  |  |
|                                                                   |                                                                   |                                                                   |                                                                   |                                                                   |                                                                   |  |  |                                          |                                          |                                          |                                          |                                          |                                          |  |  |                       |                       |                       |                       |                       |                       |  |  |                    |                    |                    |                    |                    |                    |  |  | Basilisco Imperatore d'Oriente 475-476           | Basilisco Imperatore d'Oriente 475-476           | Basilisco Imperatore d'Oriente 475-476           | Basilisco Imperatore d'Oriente 475-476           | Basilisco Imperatore d'Oriente 475-476           | Basilisco Imperatore d'Oriente 475-476           |  |  | Verina  | Verina  | Verina  | Verina  | Verina  | Verina  |  |  | Leone I Imperatore d'Oriente 457-474                               | Leone I Imperatore d'Oriente 457-474                               | Leone I Imperatore d'Oriente 457-474                               | Leone I Imperatore d'Oriente 457-474                               | Leone I Imperatore d'Oriente 457-474                               | Leone I Imperatore d'Oriente 457-474                               |  |  | Marcia Eufemia                        | Marcia Eufemia                        | Marcia Eufemia                        | Marcia Eufemia                        | Marcia Eufemia                        | Marcia Eufemia                        |  |  | Antemio Imperatore d'Occidente 467-472 | Antemio Imperatore d'Occidente 467-472 | Antemio Imperatore d'Occidente 467-472 | Antemio Imperatore d'Occidente 467-472 | Antemio Imperatore d'Occidente 467-472 | Antemio Imperatore d'Occidente 467-472 |  |  |
|                                                                   |                                                                   |                                                                   |                                                                   |                                                                   |                                                                   |  |  |                                          |                                          |                                          |                                          |                                          |                                          |  |  |                       |                       |                       |                       |                       |                       |  |  |                    |                    |                    |                    |                    |                    |  |  |                                                  |                                                  |                                                  |                                                  |                                                  |                                                  |  |  |         |         |         |         |         |         |  |  |                                                                    |                                                                    |                                                                    |                                                                    |                                                                    |                                                                    |  |  |                                       |                                       |                                       |                                       |                                       |                                       |  |  |                                        |                                        |                                        |                                        |                                        |                                        |  |  |
|                                                                   |                                                                   |                                                                   |                                                                   |                                                                   |                                                                   |  |  |                                          |                                          |                                          |                                          |                                          |                                          |  |  |                       |                       |                       |                       |                       |                       |  |  |                    |                    |                    |                    |                    |                    |  |  |                                                  |                                                  |                                                  |                                                  |                                                  |                                                  |  |  |         |         |         |         |         |         |  |  |                                                                    |                                                                    |                                                                    |                                                                    |                                                                    |                                                                    |  |  |                                       |                                       |                                       |                                       |                                       |                                       |  |  |                                        |                                        |                                        |                                        |                                        |                                        |  |  |
| Vigilanzia                                                        | Vigilanzia                                                        | Vigilanzia                                                        | Vigilanzia                                                        | Vigilanzia                                                        | Vigilanzia                                                        |  |  | Giustino I Imperatore dei Romani 518-527 | Giustino I Imperatore dei Romani 518-527 | Giustino I Imperatore dei Romani 518-527 | Giustino I Imperatore dei Romani 518-527 | Giustino I Imperatore dei Romani 518-527 | Giustino I Imperatore dei Romani 518-527 |  |  | (fratello/sorella)    | (fratello/sorella)    | (fratello/sorella)    | (fratello/sorella)    | (fratello/sorella)    | (fratello/sorella)    |  |  | (fratello/sorella) | (fratello/sorella) | (fratello/sorella) | (fratello/sorella) | (fratello/sorella) | (fratello/sorella) |  |  | Anastasio I Dicoro Imperatore dei Romani 491-518 | Anastasio I Dicoro Imperatore dei Romani 491-518 | Anastasio I Dicoro Imperatore dei Romani 491-518 | Anastasio I Dicoro Imperatore dei Romani 491-518 | Anastasio I Dicoro Imperatore dei Romani 491-518 | Anastasio I Dicoro Imperatore dei Romani 491-518 |  |  | Ariadne | Ariadne | Ariadne | Ariadne | Ariadne | Ariadne |  |  | Zenone Imperatore d'Oriente 474-475; Imperatore dei Romani 476-491 | Zenone Imperatore d'Oriente 474-475; Imperatore dei Romani 476-491 | Zenone Imperatore d'Oriente 474-475; Imperatore dei Romani 476-491 | Zenone Imperatore d'Oriente 474-475; Imperatore dei Romani 476-491 | Zenone Imperatore d'Oriente 474-475; Imperatore dei Romani 476-491 | Zenone Imperatore d'Oriente 474-475; Imperatore dei Romani 476-491 |  |  | Leonzia                               | Leonzia                               | Leonzia                               | Leonzia                               | Leonzia                               | Leonzia                               |  |  | Marciano Usurpatore                    | Marciano Usurpatore                    | Marciano Usurpatore                    | Marciano Usurpatore                    | Marciano Usurpatore                    | Marciano Usurpatore                    |  |  |
| Vigilanzia                                                        | Vigilanzia                                                        | Vigilanzia                                                        | Vigilanzia                                                        | Vigilanzia                                                        | Vigilanzia                                                        |  |  | Giustino I Imperatore dei Romani 518-527 | Giustino I Imperatore dei Romani 518-527 | Giustino I Imperatore dei Romani 518-527 | Giustino I Imperatore dei Romani 518-527 | Giustino I Imperatore dei Romani 518-527 | Giustino I Imperatore dei Romani 518-527 |  |  | (fratello/sorella)    | (fratello/sorella)    | (fratello/sorella)    | (fratello/sorella)    | (fratello/sorella)    | (fratello/sorella)    |  |  | (fratello/sorella) | (fratello/sorella) | (fratello/sorella) | (fratello/sorella) | (fratello/sorella) | (fratello/sorella) |  |  | Anastasio I Dicoro Imperatore dei Romani 491-518 | Anastasio I Dicoro Imperatore dei Romani 491-518 | Anastasio I Dicoro Imperatore dei Romani 491-518 | Anastasio I Dicoro Imperatore dei Romani 491-518 | Anastasio I Dicoro Imperatore dei Romani 491-518 | Anastasio I Dicoro Imperatore dei Romani 491-518 |  |  | Ariadne | Ariadne | Ariadne | Ariadne | Ariadne | Ariadne |  |  | Zenone Imperatore d'Oriente 474-475; Imperatore dei Romani 476-491 | Zenone Imperatore d'Oriente 474-475; Imperatore dei Romani 476-491 | Zenone Imperatore d'Oriente 474-475; Imperatore dei Romani 476-491 | Zenone Imperatore d'Oriente 474-475; Imperatore dei Romani 476-491 | Zenone Imperatore d'Oriente 474-475; Imperatore dei Romani 476-491 | Zenone Imperatore d'Oriente 474-475; Imperatore dei Romani 476-491 |  |  | Leonzia                               | Leonzia                               | Leonzia                               | Leonzia                               | Leonzia                               | Leonzia                               |  |  | Marciano Usurpatore                    | Marciano Usurpatore                    | Marciano Usurpatore                    | Marciano Usurpatore                    | Marciano Usurpatore                    | Marciano Usurpatore                    |  |  |
|                                                                   |                                                                   |                                                                   |                                                                   |                                                                   |                                                                   |  |  |                                          |                                          |                                          |                                          |                                          |                                          |  |  |                       |                       |                       |                       |                       |                       |  |  |                    |                    |                    |                    |                    |                    |  |  |                                                  |                                                  |                                                  |                                                  |                                                  |                                                  |  |  |         |         |         |         |         |         |  |  |                                                                    |                                                                    |                                                                    |                                                                    |                                                                    |                                                                    |  |  |                                       |                                       |                                       |                                       |                                       |                                       |  |  |                                        |                                        |                                        |                                        |                                        |                                        |  |  |
| Giustiniano I Imperatore dei Romani 527-565 DINASTIA GIUSTINIANEA | Giustiniano I Imperatore dei Romani 527-565 DINASTIA GIUSTINIANEA | Giustiniano I Imperatore dei Romani 527-565 DINASTIA GIUSTINIANEA | Giustiniano I Imperatore dei Romani 527-565 DINASTIA GIUSTINIANEA | Giustiniano I Imperatore dei Romani 527-565 DINASTIA GIUSTINIANEA | Giustiniano I Imperatore dei Romani 527-565 DINASTIA GIUSTINIANEA |  |  | Teodora                                  | Teodora                                  | Teodora                                  | Teodora                                  | Teodora                                  | Teodora                                  |  |  | (figlia)              | (figlia)              | (figlia)              | (figlia)              | (figlia)              | (figlia)              |  |  | Irene              | Irene              | Irene              | Irene              | Irene              | Irene              |  |  |                                                  |                                                  |                                                  |                                                  |                                                  |                                                  |  |  |         |         |         |         |         |         |  |  | Leone II Imperatore d'Oriente 474                                  | Leone II Imperatore d'Oriente 474                                  | Leone II Imperatore d'Oriente 474                                  | Leone II Imperatore d'Oriente 474                                  | Leone II Imperatore d'Oriente 474                                  | Leone II Imperatore d'Oriente 474                                  |  |  |                                       |                                       |                                       |                                       |                                       |                                       |  |  |                                        |                                        |                                        |                                        |                                        |                                        |  |  |
| Giustiniano I Imperatore dei Romani 527-565 DINASTIA GIUSTINIANEA | Giustiniano I Imperatore dei Romani 527-565 DINASTIA GIUSTINIANEA | Giustiniano I Imperatore dei Romani 527-565 DINASTIA GIUSTINIANEA | Giustiniano I Imperatore dei Romani 527-565 DINASTIA GIUSTINIANEA | Giustiniano I Imperatore dei Romani 527-565 DINASTIA GIUSTINIANEA | Giustiniano I Imperatore dei Romani 527-565 DINASTIA GIUSTINIANEA |  |  | Teodora                                  | Teodora                                  | Teodora                                  | Teodora                                  | Teodora                                  | Teodora                                  |  |  | (figlia)              | (figlia)              | (figlia)              | (figlia)              | (figlia)              | (figlia)              |  |  | Irene              | Irene              | Irene              | Irene              | Irene              | Irene              |  |  |                                                  |                                                  |                                                  |                                                  |                                                  |                                                  |  |  |         |         |         |         |         |         |  |  | Leone II Imperatore d'Oriente 474                                  | Leone II Imperatore d'Oriente 474                                  | Leone II Imperatore d'Oriente 474                                  | Leone II Imperatore d'Oriente 474                                  | Leone II Imperatore d'Oriente 474                                  | Leone II Imperatore d'Oriente 474                                  |  |  |                                       |                                       |                                       |                                       |                                       |                                       |  |  |                                        |                                        |                                        |                                        |                                        |                                        |  |  |
|                                                                   |                                                                   |                                                                   |                                                                   |                                                                   |                                                                   |  |  |                                          |                                          |                                          |                                          |                                          |                                          |  |  |                       |                       |                       |                       |                       |                       |  |  |                    |                    |                    |                    |                    |                    |  |  |                                                  |                                                  |                                                  |                                                  |                                                  |                                                  |  |  |         |         |         |         |         |         |  |  |                                                                    |                                                                    |                                                                    |                                                                    |                                                                    |                                                                    |  |  |                                       |                                       |                                       |                                       |                                       |                                       |  |  |                                        |                                        |                                        |                                        |                                        |                                        |  |  |
|                                                                   |                                                                   |                                                                   |                                                                   |                                                                   |                                                                   |  |  | (illeg.) Teodora                         | (illeg.) Teodora                         | (illeg.) Teodora                         | (illeg.) Teodora                         | (illeg.) Teodora                         | (illeg.) Teodora                         |  |  | Anastasio console 517 | Anastasio console 517 | Anastasio console 517 | Anastasio console 517 | Anastasio console 517 | Anastasio console 517 |  |  |                    |                    |                    |                    |                    |                    |  |  |                                                  |                                                  |                                                  |                                                  |                                                  |                                                  |  |  |         |         |         |         |         |         |  |  |                                                                    |                                                                    |                                                                    |                                                                    |                                                                    |                                                                    |  |  |                                       |                                       |                                       |                                       |                                       |                                       |  |  |                                        |                                        |                                        |                                        |                                        |                                        |  |  |
|                                                                   |                                                                   |                                                                   |                                                                   |                                                                   |                                                                   |  |  | (illeg.) Teodora                         | (illeg.) Teodora                         | (illeg.) Teodora                         | (illeg.) Teodora                         | (illeg.) Teodora                         | (illeg.) Teodora                         |  |  | Anastasio console 517 | Anastasio console 517 | Anastasio console 517 | Anastasio console 517 | Anastasio console 517 | Anastasio console 517 |  |  |                    |                    |                    |                    |                    |                    |  |  |                                                  |                                                  |                                                  |                                                  |                                                  |                                                  |  |  |         |         |         |         |         |         |  |  |                                                                    |                                                                    |                                                                    |                                                                    |                                                                    |                                                                    |  |  |                                       |                                       |                                       |                                       |                                       |                                       |  |  |                                        |                                        |                                        |                                        |                                        |                                        |  |  |